# Chór Akademicki Uniwersytetu im. Adama Mickiewicza

## Historia
Chór Akademicki UAM powstał w 1966r. Zrzesza studentów i pracowników wyższych uczelni miasta Poznania. Kierowany w swojej historii przez wybitnych muzyków zawsze nawiązywał do chóralnych tradycji Wielkopolski. Od października 2010 kierownikiem artystycznym i dyrygentem została pani Beata Bielska, która przez wiele lat była asystentem znanego kompozytora i chórmistrza Jacka Sykulskiego. Pod jego batutą chór rozwijał się bardzo dynamicznie i koncertował na wielu scenach w Polsce i za granicą. Występował w niemal wszystkich krajach europejskich, a także w USA, Kanadzie, Boliwii, Chinach, Japonii i na Tajwanie.
Chór Akademicki UAM znacząco wyróżnia się spośród całego bogactwa polskiej tradycji śpiewu chóralnego. Odmienność zaznacza się zarówno na poziomie emisji głosu, jak i wykonywanego repertuaru. Znaczną część repertuaru stanowią, utwory specjalnie dla chóru skomponowane i opracowane. Zespół prowadzi niezwykle intensywną działalność koncertową. Jest bardzo wszechstronny, co objawia się zarówno w szerokim repertuarze, jak i różnych formach koncertów.
W ciągu ostatnich 15. lat zespół wystąpił m.in. w takich miejscach, jak Watykan (2001), waszyngtoński Kapitol (2001), nowojorska „Strefa Zero” na gruzach World Trade Center (2001), Notre Dame w Montrealu (2002), Berlin Haus des Rundfunks (2003), National Concert Hall w Tajpej (2005), Tokyo City Hall, Konzerthaus Berlin, Berliner Dom (2006). Katedra św. Patryka w Nowym Jorku (2007), Festiwal 'Misiones de Chiquitos’ w Boliwii (2008 i 2010)
Chór Akademicki UAM jest także inicjatorem cyklu koncertów pt. „Mosty Pieśni”, na które zapraszane są zespoły z innych państw. Dotychczas spotkał się na scenie Auli Uniwersytetu im. A. Mickiewicza z Taipei Male Choir z Tajwanu, chórami akademickimi z Bostonu i Harvardu, oraz Zespołem Solistów Filharmonii w Sankt Petersbrugu, Chór Canna z Nagoyi
Chór ma w swym dorobku wiele nagrań CD, w tym „Tribute to USA” (2001) – nagrana na pierwszą rocznicę wydarzeń wrześniowych w Stanach Zjednoczonych w 2001 r., „If ye love me” (2004) – płyta z przebojami muzyki rozrywkowej w aranżacjach a cappella, „Missa 1956” (2006) – monumentalne dzieło napisane przez Jacka Sykulskiego na orkiestrę, dwa chóry i solistów, „Musica Sacromontana” (2007) – dwupłytowy album z nagraniami utworów Józefa Zeidlera dokonanymi podczas Festiwalu Muzyki Oratoryjnej w Gostyniu, nagrodzony Fryderykiem 2008, prestiżową nagrodą polskiej branży fonograficznej w kategorii „Muzyka Chóralna i Oratoryjna”, „Can you hear the Christmas” (2007) – płyta z autorskimi aranżacjami kolęd Jacka Sykulskiego, „Wolności dla nas idzie czas” – wielkie dzieło instrumentalno wokalne napisane przez Jacka Sykulskiego, na 3 chóry, orkiestrę filharmoniczną i solistów.
Ideą nadrzędną, artystycznym credo dyrygenta oraz wszystkich śpiewaków Chóru jest nieść radość poprzez śpiew. Dyrygent oraz Chór są przekonani, że muzyka, którą wykonują, to uniwersalny język, zrozumiały przez wszystkich, niezależnie od miejsca zamieszkania czy wyznania. Muzyka z serca do serca

## Działalność
Chór Akademicki UAM występował w kraju i za granicą (Łotwa, Niemcy, Francja, Holandia, Włochy, Rosja, Ukraina, Boliwia, Chiny, Japonia, Tajwan, Kanada i Stany Zjednoczone). Zespół brał udział w wielu prestiżowych przedsięwzięciach artystycznych (Festiwal Muzyki Sakralnej G.P. da Palestrina w Rzymie, XVII Światowe Dni Młodzieży w Toronto, koncert z okazji 60. Rocznicy Powstania w Getcie Warszawskim, opera pt. „Ça ira” Rogera Watersa). Chór jest także inicjatorem cyklu koncertów pt. „Mosty Pieśni”, na które zapraszane są zespoły z innych państw.
Chór Akademicki UAM jest jednym z najbardziej znanych i prestiżowych chórów w Polsce. Na swoim koncie ma występy w takich miejscach jak Watykan (podczas uroczystości nadania doktoratu honoris causa UAM Ojcu Świętemu Janowi Pawłowi II), waszyngtoński Kapitol (występ na specjalne zaproszenie senator Hillary Clinton), nowojorska „Strefa Zero” na gruzach World Trade Center.
Jako jedyny niekanadyjski chór, śpiewał podczas XVII Światowych Dni Młodzieży w Toronto w 2002 r. Nawiązał też współpracę z polskim zdobywcą Oskara – Janem A.P. Kaczmarkiem. Do tej pory pojawia się w reemisjach „Jaka to melodia” jako gość programu.
W Chórze Akademickim UAM śpiewały takie osobowości jak: Kasia Wilk, Kasia K8 Rościńska, członkowie zespołu Audiofeels oraz Jacek Czerwiński.
Najbardziej rozpoznawanym utworem, kojarzonym z Chórem Akademickim UAM jest „The Lion Sleeps Tonight” (ponad 745 tys. odsłon na youtube).

## Dyrygenci
- Zdzisław Szostak (październik 1966)
- Stanisław Kulczyński (listopad 1966 – październik 1983)
- Henryk Górski (październik 1983 – październik 1987)
- Antoni Grochowalski (październik 1987 – maj 1995)
- Jacek Sykulski (styczeń 1996 – grudzień 2010)
- Beata Bielska (od 2011)

## Osiągnięcia
- 2000 pierwsze miejsce i złoty medal – Festiwal Muzyki Sakralnej G.P. da Palestrina w Rzymie
- 2013 pierwsze miejsce na międzynarodowym festiwalu Ohrid Choir Festiva w Macedonii

## Nagrania
- 2001 : Viva la musica
- 2002 : Tribute to USA
- 2002 : Missa pro defuncto Wolfgango Amadeo Mozart REQUIEM
- 2003 : Voices from the past
- 2004 : If Ye Love Me
- 2006 : Missa 1956. Jacek Sykulski
- 2007 : Józef Zeidler
- 2007 : Can you hear the Christmas